# Pseudovipio simulator
Pseudovipio simulator är en stekelart som först beskrevs av Szepligeti 1914.  Pseudovipio simulator ingår i släktet Pseudovipio och familjen bracksteklar. Utöver nominatformen finns också underarten P. s. minor.